# Stema municipiului Tulcea

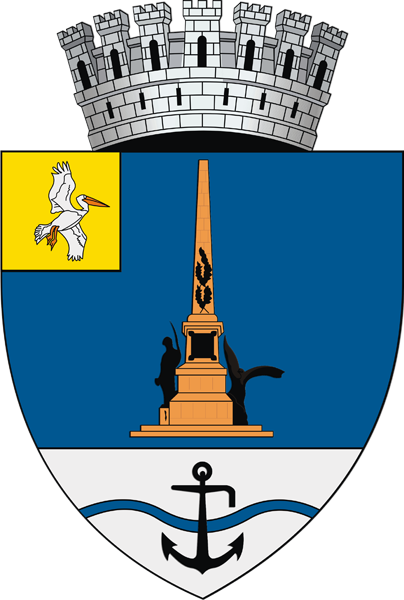
Stema municipiului Tulcea

Stema municipiului Tulcea a fost aprobată în 2003. Aceasta se compune dintr-un scut tăiat de o fascie îngustă neagră. În partea superioară, în câmp albastru, central, este Monumentul de Independență, în culori naturale, în vârful scutului, în câmp de argint, cu brâu undat albastru, broșează o ancoră neagră. În dreapta scutului, în franc cartier, în câmp de aur, se află un pelican în culori naturale. Scutul este timbrat de o coroană murală de argint, cu șapte turnuri crenelate.
Semnificația elementelor însumate:
- Monumentul de Independență atestă reintegrarea Dobrogei la România în anul 1878.
- Ancora simbolizează activitatea portuară și de construcții navale a municipiului.
- Pelicanul sugerează că municipiul Tulcea reprezintă poarta Deltei Dunării.
- Coroana murală cu șapte turnuri crenelate simbolizează faptul că Tulcea este municipiu reședință de județ.

## Variante vechi ale stemei

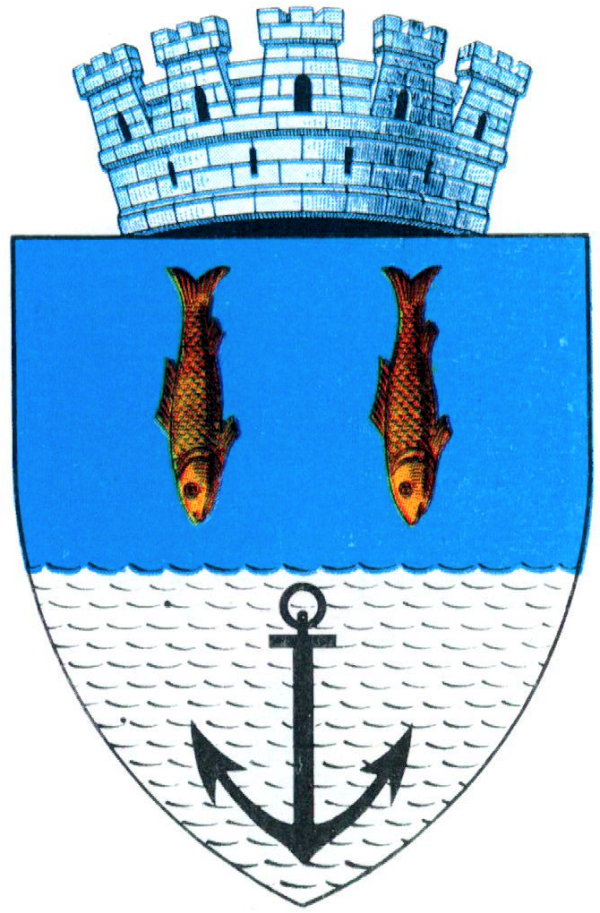
în perioada interbelică
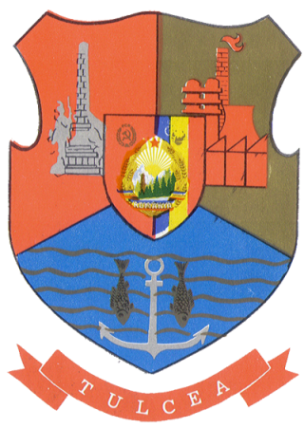
în perioada comunistă